# Glenn Frey
 (janvier 2016).
Si vous disposez d'ouvrages ou d'articles de référence ou si vous connaissez des sites web de qualité traitant du thème abordé ici, merci de compléter l'article en donnant les références utiles à sa vérifiabilité et en les liant à la section « Notes et références ».
Pour les articles homonymes, voir Frey.
Glenn Lewis Frey, né le 6 novembre 1948 et mort le 18 janvier 2016, est un chanteur américain, guitariste, claviériste, auteur-compositeur-interprète, acteur et membre fondateur du groupe rock Eagles. Il a été le chanteur et meneur du groupe, rôle qu’il a partagé avec son collègue Don Henley, avec lequel il a écrit la majeure partie du répertoire des Eagles. Frey a joué la guitare, des claviers et chanté sur des titres tels que Take It Easy, Peaceful Easy Feeling, Tequila Sunrise, Already Gone, James Dean, Lyin' Eyes, New Kid in Town et Heartache Tonight.
Après la première dissolution des Eagles en 1980, Frey se lance dans une carrière solo réussie. Il sort son premier album, No Fun Aloud, en 1982 et enregistre ensuite les hits du top 40 The One You Love, Smuggler's Blues, Sexy Girl, The Heat Is On, You Belong to the City, True Love, Soul Searchin et Livin' Right. En tant que membre des Eagles, Frey a remporté six Grammy Awards et cinq American Music Awards. En additionnant ses enregistrements en solo et ceux avec les Eagles, Frey a eu vingt-quatre singles classés dans le top 40 du Billboard Hot 100.

## Biographie
Glenn est né à Detroit, Michigan. Ayant grandi à Royal Oak, dans le Michigan, il étudie le piano à cinq ans, puis passe à la guitare et intègre la scène rock de Detroit au milieu des années 1960. L'un de ses premiers groupes s'appelait The Subterraneans, d'après le roman de Jack Kerouac, et comprenait ses camarades de classe du lycée Dondero High School, Doug Edwards (remplacé plus tard par Lenny Mintz) à la batterie, Doug Gunsch et Bill Barnes à la guitare et Jeff Hodge à la basse. .
Immédiatement après avoir obtenu son diplôme de Dondero en 1966, il fut invité à rejoindre The Four of Us, un groupe local dirigé par Gary Burrows qui l'avait vu jouer avec les Subterraneans. Frey a également fréquenté le Oakland Community College au sein du groupe et a appris à chanter des harmonies avec The Four of Us. En 1967, il a formé The Mushrooms avec Jeff, le frère de Gary Burrows, Bill Barnes, Doug Gunch et Larry Mintz. Cette année-là, Frey a également rencontré Bob Seger, qui l'a aidé à obtenir un contrat de gestion et d'enregistrement avec un label formé par l'équipe de direction de Seger, Hideout Records. Seger a également écrit et produit le premier single du groupe, Such a Lovely Child/Burned, puis le groupe a fait des apparitions à la télévision pour le promouvoir. Glenn avait l'intention de rejoindre le groupe de Seger, mais sa mère a stoppé net son plan d'action après qu'elle l'ait surpris à fumer du cannabis avec ce dernier. Vers la fin de 1967, Glenn réunit également un autre groupe appelé Heavy Metal Kids avec Jeff Burrows (piano), Jeff Alborell (basse), Paul Kelcourse (guitare solo) et Lance Dickerson (batterie).
En 1968, à l'âge de 19 ans, Glenn jouait la guitare acoustique et faisait les chœurs sur le single de Bob Seger, Ramblin 'Gamblin' Man . Glenn a déclaré que Seger l'avait fortement encouragé et influencé pour qu'il se concentre sur l'écriture de chansons originales. Ils restèrent bons amis et partenaires de composition occasionnels quelques années plus tard, et Frey chanta à nouveau sur d'autres chansons de ce dernier, telles que Fire Lake et Against the Wind. 
À Détroit, Glenn a également rencontré et fréquenté Joan Sliwin du groupe féminin local Mama Cats, qui est devenu Honey Ltd. après son déménagement en Californie en 1968. Glenn est allée à Los Angeles dans l'espoir de renouer avec sa petite amie et a été présenté à J. D. Souther par sa sœur, Alexandra Sliwin, qui était à l'époque avec Souther. Frey est revenu à Détroit après trois semaines, puis est retourné à Los Angeles pour former un duo avec Souther appelé Longbranch Pennywhistle. Ils ont été signés chez Amos Records et ont sorti un album éponyme en 1969, qui contient des chansons qu'il a écrites telles que Run, Boy, Run et Rebecca, et Bring Back Funky Women qu'il a écrit avec Souther.  Glenn a également rencontré Jackson Browne au cours de cette période. Les trois musiciens ont vécu dans le même immeuble pendant un court laps de temps, et Frey a ensuite déclaré qu'il avait beaucoup appris sur l'écriture de chansons en entendant Browne travailler sur des chansons dans l'appartement du dessous. 

### Premières envolées des Eagles
Glenn a rencontré le batteur Don Henley en 1970. Ils avaient alors signé avec le même label, Amos Records, et avaient tous deux passé du temps au Troubadour. Lorsque Linda Ronstadt a eu besoin d'un groupe de musiciens pour la seconder pour une tournée à venir, son manager, John Boylan, a engagé Frey car il avait besoin de quelqu'un qui puisse jouer de la guitare rythmique et chanter. Frey a alors approché Don Henley pour qu'il rejoigne Linda Ronstadt. Randy Meisner et Bernie Leadon ont également été embauchés, bien que le personnel du groupe de soutien change au cours de la tournée, les quatre musiciens n'avaient joué ensemble qu'une seule fois lors d'un concert à Disneyland. Frey et Henley ont décidé de former un groupe ensemble pendant la tournée. Meisner à la basse et Leadon aux guitares, banjo, guitare steel, mandoline et dobro, formant The Eagles, se sont joints à Glenn à la guitare et aux claviers, et Henley pour la batterie. Le groupe est devenu l'une des formations les plus vendues de tous les temps dans le monde.
Les Eagles se sont séparés autour de 1980 pour se retrouver à nouveau en 1994, quand ils ont sorti un nouvel album intitulé Hell Freezes Over. L'album avait des pistes live et quatre nouvelles chansons. Après l'album, la tournée a suivi. En 2012, à l'émission The Tavis Smiley Show, Frey a déclaré à Smiley: Quand les Eagles se séparaient, les gens nous demandaient, à moi et à Don: Quand les Eagles se remettent-ils ensemble? Nous avions l'habitude de répondre: 'Quand l'enfer gèlera (When Hell Freezes Over). Nous pensions que c'était une bonne blague. Les gens pensent à tort que nous nous disputions beaucoup, ce n'est pas vrai. Nous nous sommes bien amusés, nous avons eu beaucoup plus de plaisir qu'ils le croient, les gens le réalisent maintenant Lors de leur premier concert de retour en 1994, Don Henley a déclaré à la foule: Pour mémoire, nous ne nous sommes jamais séparés, nous avons seulement pris 14 ans de vacances. 
L'album Long Road Out of Eden des Eagles est sorti en 2007 et Frey participe à la tournée subséquente des Eagles (2008-2011).
En mai 2012, Frey a reçu un doctorat honorifique en musique du Berklee College of Music avec Henley, Joe Walsh et Timothy B. Schmit. 
En 2013, le documentaire History of the Eagles, réalisé par Alison Ellwood et coproduit par Alex Gibney, lauréat d'un Oscar, a été diffusé sur Showtime. Le documentaire a remporté un Emmy Award en 2013 pour son remarquable mixage sonore destiné à la programmation documentaire. Une tournée mondiale de deux ans sur l’histoire des Eagles s’est terminée le 29 juillet 2015 à Bossier City, en Louisiane, un concert qui serait la dernière apparition publique de Frey avec le groupe.

### Carrière solo
Après la première dissolution des Eagles, Frey remporte le succès en solo dans les années 1980, notamment avec deux hits n ° 2. En 1984, il a enregistré en collaboration avec Harold Faltermeyer le succès mondial The Heat Is On, thème principal du film de comédie d'action avec Eddie Murphy, Beverly Hills Cop; ensuite, Glenn a interprété You Belong to the City (extrait de la série télévisée Miami Vice, dont la bande originale est restée au sommet des palmarès des albums américains pendant onze semaines en 1985). Son autre contribution à la bande originale, Smuggler's Blues, est numéro 12 du Billboard Hot 100. Au cours de sa carrière solo, Frey a enregistré 12 chansons dans le Top 100 américain. Onze de celles-ci ont été écrites avec Jack Tempchin qui a également écrit  Peaceful Easy Feeling. 
Frey a été le premier choix pour enregistrer Shakedown, thème du film Beverly Hills Cop II. Frey n'aimait pas les paroles, puis il a eu une laryngite. La chanson a donc été donnée à Bob Seger. Après que la chanson soit devenue numéro un, Frey a appelé pour féliciter Seger, en disant: Au moins, nous avons gardé l'argent dans le Michigan!
Frey a également contribué en donnant sa chanson Flip City à la bande originale de Ghostbusters II et Part of Me, Part of You à la bande originale de Thelma & Louise. En 2005, il est apparu sur B.B. King & Friends: 80 sur le titre Drivin 'Wheel. 
À la fin des années 1990, Frey a fondé une compagnie de disques, Mission Records, avec l'avocat Peter Lopez. Frey n'a jamais publié aucun de ses propres travaux sur le label et la société s'est depuis dissoute.
En 2009, Glenn Frey a été élu au Panthéon des légendes du rock and roll du Michigan.
Le 8 mai 2012, il a publié son premier album solo en 20 ans, After Hours, présentant des reprises de standards pop des années 1940 aux années 1960.

### Carrière d'acteur
En tant qu'acteur télévisé, Frey a joué dans Miami Vice dans l'épisode de la première saison Smuggler's Blues, inspiré par sa chanson à succès du même nom, et a joué un rôle dans le Dead Dog Arc de Wiseguy. Il était également la star de South of Sunset, qui a été annulée après un épisode, la série est réapparue après quelque temps et 4 autres épisodes ont vu le jour. À la fin des années 1990, il a joué dans Nash Bridges en tant que policier dont la fille adolescente s'était déchaînée et lancée dans une aventure criminelle avec son petit ami sociopathe. En 2002, il est apparu sur Arliss de HBO, en tant que candidat politique qui double le policier et doit en payer le prix fort.
La première incursion de Frey dans le cinéma a été son rôle principal dans Let's Get Harry, un film de 1986 sur un groupe de plombiers qui se rendent en Colombie pour sauver un ami d'un trafiquant de drogue. La suivante apparition de Frey était un rôle moins important dans le troisième film de Cameron Crowe, Jerry Maguire (1996). Frey a joué le directeur général économe de l'équipe de football des Cardinals d'Arizona qui, dans l'apogée du film, a finalement accepté de payer au personnage de Cuba Gooding Jr., le receveur large Rod Tidwell, un important contrat professionnel.

### Vie privée
Frey s'est marié deux fois. De 1983 à 1988, il était marié à l'artiste Janie Beggs. Il a épousé la danseuse et chorégraphe Cindy Millican en 1990. Ils ont eu trois enfants: une fille Taylor et deux fils, Deacon et Otis, et sont restés ensemble jusqu'à sa mort. Le fils de Glenn, depuis la mort de son père, a effectué une tournée avec les Eagles survivants. 

### Maladie et mort
Vers 2000, Frey souffrait de polyarthrite rhumatoïde, qui affectait diverses articulations de son corps. Les médicaments qui lui étaient prescrits pour contrôler la maladie avaient finalement entraîné une colite et une pneumonie. En novembre 2015, les Eagles ont annoncé qu'ils reportaient leur participation au Kennedy Center Honors parce que Frey avait dû subir une intervention chirurgicale pour des problèmes intestinaux et avait besoin d'une longue période de récupération. Après l'opération, il a été placé dans un coma provoqué médicalement au Columbia University Medical Center. Frey est mort le 18 janvier 2016 à l'âge de 67 ans des suites de complications de la polyarthrite rhumatoïde, d'une colite ulcéreuse aiguë et d'une pneumonie, alors qu'il se remettait d'une chirurgie du tractus gastro-intestinal. Les médicaments contre la polyarthrite rhumatoïde ou la colite ulcéreuse peuvent compromettre la capacité du système immunitaire à lutter contre la pneumonie. En janvier 2018, la femme de Frey a engagé une action en justice contre le Mount Sinai Hospital et le gastro-entérologue Steven Itzkowitz pour le décès injustifié de Frey.
Frey a été publiquement pleuré par ses amis, musiciens et membres du groupe, notamment Don Henley, Randy Meisner, JD Souther, Jack Tempchin, Irving Azoff, Linda Ronstadt, Don Felder et Bob Seger. À la cinquante-huitième cérémonie des Grammy Awards, les membres restants des Eagles et Jackson Browne ont interprété Take It Easy en son honneur. Une statue grandeur nature de Frey a été dévoilée le 24 septembre 2016 au Standin 'on the Corner Park à Winslow, en Arizona, afin de rendre hommage à sa contribution musicale à Take It Easy, rendu célèbre par les Eagles comme leur premier single de 1972. La route qui suit le lycée qu’il a fréquenté porte maintenant son nom.

### Guitares
Takamine Guitars fabrique une guitare électro-acoustique de signature Glenn Frey, la EF360GF. Elle est conçue pour reproduire le son de la Takamine Frey utilisée en live et en studio. Dans les années 1970, Frey jouait sur des guitares acoustiques Martin (versions à six et douze cordes).
Au fil des ans, Frey joua avec différentes guitares électriques, à savoir Fender Telecaster, Gibson Les Paul, Gibson SG, Gibson ES-330, Epiphone Casino et Rickenbacker 230, mais la guitare électrique qui lui est le plus associée était sa Gibson Les Paul noire. Junior, surnommée Old Black.

## Discographie
Cette discographie complète de Glenn Frey a été compilée grâce au site officiel de l'artiste ainsi que le site discogs, dont les adresses apparaissent en bas de page dans la section Références. 

### The Mushrooms

#### Single
- 1967 : Such A Lovely Child/Burned

### Longbranch Pennywhistle
- 1970 : Longbranch/Pennywhistle - Avec Glenn Frey, John David Souther, Ry Cooder, Doug Kershaw, James Burton

### Eagles

#### Albums studio
- 1972 : Eagles
- 1973 : Desperado
- 1974 : On the Border
- 1975 : One of These Nights
- 1976 : Hotel California
- 1979 : The Long Run
- 2007 : Long Road Out of Eden

#### Albums live
- 1980 : Eagles Live
- 1994 : Hell Freezes Over
- 2005 : Farewell 1 Tour - Live From Melbourne

#### Compilations
- Their Greatest Hits (1971–1975) (1976)
- The Eagles Greatest Hits, Vol. 2 (1982)
- The Best of the Eagles (1984)
- The Very Best of The Eagles (1994)
- Selected Works: 1972-1999 (2000) - Coffret 4 CD
- The Very Best of The Eagles - The Complete Greatest Hits (2003) - 2 CD
- Eagles (2005) - Coffret 7 CD + 1 CD Single.
- The Studio Albums 1972-1979 (2013) (coffret 6 CD contient les albums studio enregistrés entre 1972 et 1979)
- Their Greatest Hits Volumes 1 & 2 (2017) (renferme les 2 premières compilations entre 1976 et 1982)
- Legacy (2018) - Coffret 12 CD / 1 DVD / 1 Blue-Ray

#### DVD
- Hell Freezes Over (1994)
- Farewell 1 Tour - Live From Melbourne (2005)
- History of the Eagles : The Story Of An American Band (2013)

### Solo

#### Albums studio
- 1982 : No Fun Aloud  Or
- 1984 : The Allnighter  Or
- 1988 : Soul Searchin'
- 1992 : Strange Weather
- 2012 : After Hours

#### Albums live
- 1993 : Glenn Frey Live

#### Compilations
- 1995 : Solo Collection
- 2000 : 20th Century Masters - The Millennium Collection: The Best of Glenn Frey
- 2018 : Above The Clouds: The Collection

### Collaborations
- 1968 : Ramblin' Gamblin' Man - Single de Bob Seger - Glenn Frey guitares et chœurs.
- 1972 : Linda Ronstadt - Album éponyme de l'artiste - Glenn guitare et chœurs, avec Don Henley, Bernie Leadon et Randy Meisner des Eagles.
- 1972 : John David Souther de J.D. Souther - Glenn guitare, piano et chœurs.
- 1973 ; Don't Cry Now de Linda Ronstadt - Glenn chant et chœurs.
- 1973 : For Everyman De Jackson Browne - Glenn sur Redneck Friend, avec Don Henley.
- 1974 : Heart Like a Wheel de Linda Ronstadt - Glenn guitare, avec Don Henley et Timothy B. Schmit.
- 1974 : So What de Joe Walsh - Glenn chant et chœurs, avec Don Henley.
- 1975 : Beautiful Loser de Bob Seger - Glenn chœurs sur Fire Lake.
- 1976 : Black Rose de J.D. Souther - Guitares acoustique et électrique, piano électrique et chœurs, avec Don Henley et Joe Walsh.
- 1977 : Little Criminals de Randy Newman - Glenn chœurs et guitare sur deux chansons, avec Joe Walsh et Timothy B. Schmit.
- 1979 : You're Only Lonely de J.D. Souther - Glenn guitare, avec Don Felder et Don Henley.
- 1980 : Against The Wind de Bob Seger & The Silver Bullet Band - Glenn chœurs sur la pièce-titre.
- 1984 : Beverly Hills Cop - Music From The Motion Picture Soundtrack - Artistes variés : Glenn sur The Heat Is On.
- 1985 : Miami Vice - Artistes variés - Glenn sur Smuggler's Blues et You Belong To The City.
- 1989 : Ghostbusters II - Artistes variés - Glenn sur Flip City.
- 1991 : Thelma & Louise (Original Motion Picture Soundtrack) - Artistes variés - Glenn sur Part Of Me, Part Of You.
- 2005 : B.B. King & Friends - 80 de B B King - Glenn sur Drivin' Wheel.

## Filmographie

### Télévision
- 1985 : Miami Vice - Deux Flics À Miami - Épisode Smuggler's Blues - Jimmy Cole.
- 1989 : Wiseguy - Un Flic Dans La mafia - 7 épisodes -Bobby Travis.
- 1993 : South of Sunset - 5 épisodes seulement. - Cody McMahon.
- 1997 : Nash Bridges - Épisode Rampage - Inspector Phil Robbins.
- 2002 : Arliss - Épisode It's All in the Game - Ken.

### Cinéma
- 1986 : Let's Get Harry - Spence.
- 1996 : Jerry Maguire - Dennis Wilburn.